# Angel Orsini
Angel Orsini (Fort Lauderdale, Florida; 26 de agosto de 1969) es una ex luchadora profesional, luchadora de artes marciales mixtas y culturista estadounidense.

## Primeros años y carrera en MMA
Orsini comenzó a practicar el culturismo y el entrenamiento de fuerza en 1991 y, al año siguiente, empezó a estudiar Tae Kwon Do y Hopkido. Durante 1993, compitió como peso pesado en el Campeonato de Culturismo de North Miami Beach y en el Campeonato de Culturismo del Sur de Florida, obteniendo el segundo puesto en ambas competiciones.
Después de tres años de entrenamiento, Orsini se convirtió en Cinturón Negro y entró en un programa de formación de instructores para enseñar taekwondo. Ese mismo año, comenzó a entrenar con Bart Vale en lucha libre y artes marciales mixtas.
Comenzó a luchar profesionalmente en 1996, ganando el Campeonato de Lucha Continua del Estado de Florida antes de viajar a Japón para debutar en las artes marciales mixtas contra Yumiko Hotta en marzo de 1996.

## Carrera profesional

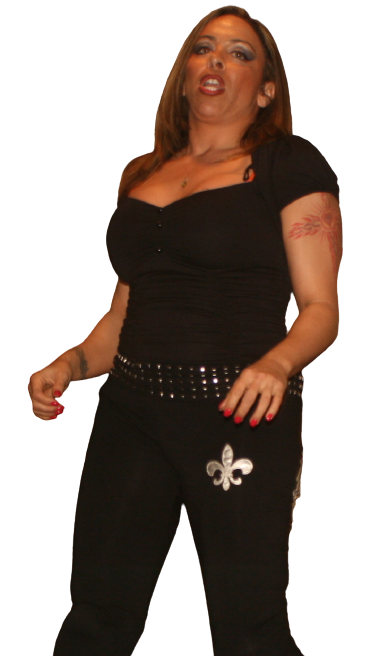
Fotografía del luchador profesional Ángel Orsini del 3 de abril de 2010

### Comienzos
Durante su estancia en Japón, Orsini fue convencida por la luchadora Reggie Bennett para que entrara en la lucha libre profesional después de ver la lucha libre femenina japonesa. Al regresar a Estados Unidos, comenzó a entrenar con Liz Chase en Royal Palm Beach (Florida) y debutó cinco meses después enfrentándose a Joanni Lee Lauer en el Iron Horse Saloon de Ormond Beach (Florida) en octubre de 1996.
Pronto comenzó a luchar para la Fabulous Moolah's Ladies International Wrestling Federation y acabó ganando varios títulos de campeones, incluyendo el Campeonato Femenino de la Sunshine Wrestling Federation al derrotar a Luna Vachon en 1997, y derrotó a su entrenadora Liz Chase por los títulos de la Florida Championship Wrestling y la Ultimate Wrestling Federation durante los dos años siguientes. También entrenaría a Molly Holly para una carrera en la lucha libre profesional, convirtiéndose más tarde en una popular diva de la World Wrestling Entertainment durante los últimos años de la década de 1990.
En 1999, se volvió menos activa en el circuito independiente luchando en un combate de artes marciales mixtas para la promoción híbrida de MMA Pancrase en el Bronco Bowl de Dallas (Texas), y compitiendo de nuevo en los Campeonatos de Culturismo del Sur de Florida recibiendo el segundo puesto. También apareció dos veces en el programa The Jenny Jones Show en un segmento sobre las mujeres que intimidan a los hombres con respecto a su ocupación y, al año siguiente, sobre las mujeres en relaciones abusivas.
Orsini comenzó a luchar en promociones internacionales durante el año siguiente, realizando una gira por Perú con Lita y participando en el Trans-Atlantic Challenge mientras estaba en Gran Bretaña.

### Extreme Championship Wrestling
Orsini, que ya había enviado una cinta de vídeo de sus combates a Extreme Championship Wrestling, fue contratada por el promotor Paul Heyman y comenzó a aparecer como The Prodigette dirigiendo el stable Sideshow Freaks que incluía a Simon Diamond, Johnny Swinger, The Muskateer, Tom Marquez y Bilvis Wesley.
Discutiendo con Jazz, también se enfrentó a luchadores masculinos, entre ellos Jerry Lynn, que la sometió a un piledriver en su última aparición en el ECW Arena. Tras permanecer en la promoción hasta su cierre en 2001, se vio obligada a perderse el último house show tras sufrir una grave lesión en un accidente de coche.
Aunque los médicos le dijeron a Orsini que había sufrido una lesión que pondría fin a su carrera, regresó con éxito a la lucha libre en seis meses y más tarde ganó el Campeonato de la PGWA a Susan Green, y dedicó su victoria a la memoria de su entrenadora Liz Chase, que había fallecido ese mismo año.
Tras la desaparición de ECW, Orsini volvió a competir en promociones independientes, como Women's Extreme Wrestling y Assault Championship Wrestling, y ganó los títulos de equipo de la WEW con Simply Lucious, derrotando a Tracy Brooks y Angel Williams.

### Promociones independientes en Estados Unidos y Europa
En 2004, se trasladó a Róterdam (Países Bajos) para competir en promociones europeas de lucha libre como International Wrestling Stars (Eurostars) y Free-Style Championship Wrestling. Al año siguiente, derrotó a X-Dream para ganar el campeonato de peso ligero de la FCW en Gante (Bélgica). Durante este periodo, también compitió en un torneo femenino de la IWF como Riptide, enfrentándose a Lexie Fyfe en la final.
Orsini regresó a Estados Unidos en mayo de 2005 y volvió a competir en artes marciales mixtas y a entrenar para una carrera de boxeo profesional.
Mientras estaba en el New England Championship Wrestling, ella y Alere Little Feather derrotaron a Mercedes Martinez y Cindy Rogers el 4 de junio y, a la noche siguiente, vencieron a Luscious Lilly en las primeras rondas del Torneo Femenino del NECW antes de ser eliminadas por Martínez en la segunda ronda.
Tras derrotar a Luna Vachon en un evento de la USWO el 14 de octubre, comenzó a competir en la Ohio Valley Wrestling, un territorio de desarrollo de la World Wrestling Entertainment, para intentar conseguir un contrato con la WWE.
Siguió luchando en varias promociones independientes de Estados Unidos hasta que se lesionó los dos talones en un combate de escaleras contra Sumie Sakai en un evento de Dangerous Women of Wrestling el 2 de febrero de 2006.
Obligada a tomarse 14 meses de descanso, regresó a la competición activa un año después formando equipo con Amy Lee contra Mercedes Martinez y Mickie Knuckles en un evento de Pro Wrestling Unplugged el 17 de febrero de 2007.

### Women's Extreme Wrestling
En su regreso a Women's Extreme Wrestling, derrotó a Amber O'Neal, aunque perdió ante Talia Madison en un combate por el Campeonato Mundial Femenino de la WEW a última hora del evento principal en Filadelfia (Pensilvania), el 5 de mayo.
El 12 de julio, volvió a luchar en dos combates en una noche, perdiendo ante Jazz en un combate TLC con Francine como árbitro especial y más tarde derrotó a Annie Social.

### Women Superstars Uncensored (2007-2011)
Al debutar en Women Superstars Uncensored en septiembre, fue presentada por Missy Hyatt, quien entrevistó a Orsani en su segmento de entrevistas "Missy's Manor". Durante la entrevista, se enfrentó al luchador Rick Cataldo y lo atacó cuando intentó interrumpir su entrevista. Momentos después fue retada por su antigua compañera de equipo Amy Lee y aceptó enfrentarse a ella la semana siguiente.
Durante el combate, sólo unos segundos después de golpear a Orsini con un DDT, las luces de la arena se apagaron y Lee fue atacada por un luchador enmascarado, lo que permitió a Orsini inmovilizarla para conseguir la victoria. Tras el combate, la luchadora enmascarada se reveló como Mercedez Martinez y atacó a Lee junto con Orsani. El 31 de mayo de 2008, en Rahway (Nueva Jersey) Orsini derrotó a Nikki Roxx para ganar el Campeonato de la WSU. Orsini perdió el título ante Martínez en un combate de bullrope el 7 de marzo de 2009 en Boonton (Nueva Jersey).
Orsini derrotó sucesivamente a Annie Social, Trixxie Lynn y Rain el 10 de abril de 2009 en Bergenfield (Nueva Jersey), para ganar el tercer torneo anual de la WSU Women's J-Cup. En el torneo también participaron Miss Abril, Brooke Carter, Roxie Cotton y Jennifer Cruz. La victoria le valió otra oportunidad de ganar el título, en la que luchó contra Mercedes Martinez durante 70 minutos en un combate de mujeres de hierro, que ganó Martínez. Orsini formó equipo brevemente con Rain y luego se peleó con ella antes de formar equipo con su rival de siempre, Mercedes Martinez, para ganar los títulos por equipos en noviembre de 2009. En 2010, Orsini volvió a la final del torneo J-Cup, pero perdió ante Alicia.
Orsini creó el "All Guts & No Glory Championship" en "WSU When the Tigers Broke Free" en agosto de 2010, y defendió el título esa noche contra Awesome Kong, derrotándola por DQ. Orsini defendería el título durante el resto de 2010 contra gente como Alicia, Jamilia Craft y todo el Cosmo Club. El 22 de enero de 2011, Orsini se enfrentó a Mercedes Martinez una vez más, esta vez en un combate de escaleras con el Campeonato WSU de Martínez y el Campeonato All Guts & No Glory de Orsini en la línea para ser unificado. Mercedes derrotó a Orsini en lo que fue el evento principal del iPPV Final Chapter de WSU.

## Campeonatos y logros
- Florida Championship Wrestling
  - FCW Women's Championship (4 veces)
- Freestyle Championship Wrestling
  - FCW Lightweight Championship (1 vez)
- Hot-TV Wrestling
  - HTVW Championship (1 vez)
- Professional Girl Wrestling Association
  - PGWA Championship (1 vez)
- Pro Wrestling Illustrated
  - Situada en el nº 22 del top 50 de mujeres luchadoras en PWI Women's 50 de 2009[7] y 2011[8]
- Sunshine Wrestling Federation
  - SWF Women's Championship (1 vez)
- Ultimate Wrestling Federation
  - UWF Women's Championship (1 vez)
- Women's Extreme Wrestling
  - WEW Tag Team Championship (1 vez) – con Simply Lucious
  - WEW World Championship (2 veces)
- Women Superstars Uncensored
  - WSU Championship (1 vez)
  - WSU Tag Team Championship (1 vez) – con Mercedes Martinez
  - All Guts, No Glory Championship (1 vez)
  - J-Cup Tournament (2009)